# Federica Pellegrini
Federica Pellegrini (Mirano (Venetië), 5 augustus 1988) is een Italiaanse zwemster, gespecialiseerd in de vrije slag. Ze vertegenwoordigde haar vaderland op vijf opeenvolgende Olympische Zomerspelen: die van 2004 in Athene, 2008 in Peking, 2012 in Londen, 2016 in Rio de Janeiro en 2020 in Tokio. Bij alle vijf haalde ze de finale. Ze was in 2009 de eerste vrouw die de 400 meter in minder  dan vier minuten zwom en was van 2007 tot 2023 houder van meerdere wereldrecords op de 200 meter en 400 meter vrije slag op de langebaan. Een aantal van de oudere records kon lang standhouden doordat ze werden gezwommen in materiaal dat na 2009 verboden werd. Het record op de 200 meter uit 2009 werd verbroken in 2023.

## Carrière
Bij haar internationale debuut, op de wereldkampioenschappen zwemmen 2003 in Barcelona, zwom Pellegrini samen met Cecilia Vianini, Cristina Chiuso en Luisa Striani in de series van de 4×100 meter vrije slag. In de finale werd ze vervangen door Sara Parise, Parise eindigde samen met Vianini, Chiuso en Striani op de achtste plaats. Op de Europese kampioenschappen kortebaanzwemmen 2003 in Dublin strandde de Italiaanse in de halve finales van de 100 meter vrije slag en in de series van de 200 meter vrije slag, samen met Alessandra Cappa, Roberta Crescentini en Elena Gemo eindigde ze als zevende op de 4×50 meter wisselslag.
In Madrid nam Pellegrini deel aan de Europese kampioenschappen zwemmen 2004, op dit toernooi eindigde ze als vierde op de 200 meter vrije slag en als zesde op de 100 meter vrije slag. Samen met Alessandra Cappa, Chiara Boggiatto en Francesca Segat eindigde ze als vierde op de 4×100 meter wisselslag, op de 4×100 meter vrije slag eindigde ze samen met Cristina Chiuso, Cecilia Vianini en Simona Ricciardi op de vijfde plaats. Tijdens de Olympische Zomerspelen van 2004 in Athene veroverde de Italiaanse de zilveren medaille op de 200 meter vrije slag, ze hoefde enkel de Roemeense Camelia Potec voor zich te dulden. Met die prestatie trad Pellegrini, 32 jaar na dato (München 1972), in de voetsporen van landgenote Novella Calligaris, de eerste Italiaanse zwemster die een olympische medaille veroverde. Tijdens de halve finales in Athene scherpte ze het Italiaanse record aan tot 1.58,02, op de 100 meter vrije slag werd ze uitgeschakeld in de halve finales. Samen met Cecilia Vianini, Cristina Chiuso en Sara Parise strandde ze in de series van de 4×100 meter vrije slag, op de 4×100 meter wisselslag werd ze samen met Alessandra Cappa, Chiara Boggiatto en Ambra Migliori gediskwalificeerd. Op de Europese kampioenschappen kortebaanzwemmen 2004 in de Oostenrijkse hoofdstad Wenen eindigde de Italiaanse als vierde op de 200 meter vrije slag en als vijfde op de 100 meter vrije slag, samen met Cristina Chiuso, Francesca Segat en Alessia Filippi eindigde ze als zevende op de 4×50 meter vrije slag.

### 2005-2006
Een jaar na de Spelen, op de wereldkampioenschappen zwemmen 2005 in Montreal, eindigde Pellegrini andermaal als tweede op de 200 meter vrije slag. Ditmaal achter de Française Solenne Figuès. Op de 100 meter vrije slag strandde ze in de series, samen met Alessia Filippi, Chiara Boggiatto en Ambra Migliori eindigde ze als vijfde op de 4×100 meter wisselslag. Tijdens de Europese kampioenschappen kortebaanzwemmen 2005 in Triëst tikte ze dan eindelijk een keer als eerste aan op de 200 meter vrije slag. In eigen land lukte het haar om de Europese titel te veroveren, deze titel moest ze echter wel delen met de Zweedse Josefin Lillhage die in exact dezelfde tijd finishte. Op de 400 meter vrije slag kwam Pellegrini niet verder dan de derde plaats. De ontketende Laure Manaudou, die het wereldrecord verbeterde, en Joanne Jackson gingen haar vooraf. Samen met Gaia Mancabelli, Gigliola Tecchio en Cristina Chiuso eindigde ze als zesde op de 4×50 meter vrije slag.
In Shanghai nam Pellegrini deel aan de wereldkampioenschappen kortebaanzwemmen 2006, op dit toernooi sleepte ze de zilveren medaille in de wacht op de 200 meter vrije slag en de bronzen medaille op de 400 meter vrije slag. Op de 4×200 meter vrije slag eindigde ze samen met Flavia Zoccari, Simona Ricciardi en Alessia Filippi op de vierde plaats, samen met Flavia Zoccari, Cristina Chiuso en Alessia Filippi eindigde ze als zevende op de 4×100 meter vrije slag. Op de Europese kampioenschappen zwemmen 2006 in Boedapest eindigde de Italiaanse als twaalfde in de series maar liet ze vervolgens de halve finales schieten. Samen met Alessia Filippi, Simona Ricciardi en Flavia Zoccari eindigde ze als vijfde op de 4×200 meter vrije slag, op de 4×100 meter vrije slag eindigde ze samen met Cristina Chiuso, Francesca Segat en Flavia Zoccari op de zesde plaats. Op de 4×100 meter wisselslag werd ze samen met Valentina de Nardi, Chiara Boggiatto en Elena Gemo gediskwalificeerd in de series. Tijdens de Europese kampioenschappen kortebaanzwemmen 2006 in de Finse hoofdstad Helsinki legde de Italiaanse, op de 400 meter vrije slag, beslag op de zilveren medaille. Op de 200 meter vrije slag eindigde ze als vijfde en op de 800 meter vrije slag als zevende, op de 100 meter vrije slag werd ze uitgeschakeld in de halve finales. Samen met Francesca Segat, Alessia Filippi en Cristina Chiuso eindigde ze als zevende op de 4×50 meter vrije slag.

### 2007-2008

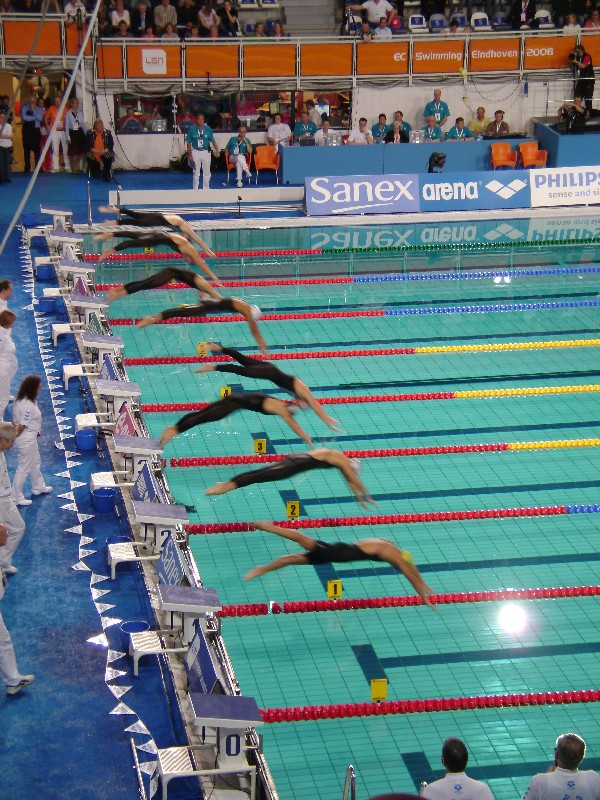
Pellegrini gaat in baan 4 van start in haar wereldrecordrace tijdens de EK in Eindhoven.

Bij de wereldkampioenschappen zwemmen 2007 in Melbourne verbeterde Pellegrini in de halve finales het wereldrecord op de 200 meter vrije slag, in de finale eindigde ze achter Laure Manaudou en Annika Lurz op de derde plaats. Op de 400 meter vrije slag eindigde ze op vijfde plaats. Op zowel de 4×200 meter vrije slag als de 4×100 meter wisselslag slaagden zij en haar ploeggenotes er niet in om de finale te bereiken. In Debrecen, Hongarije nam de Italiaanse deel aan de Europese kampioenschappen kortebaanzwemmen 2007, op dit toernooi moest ze genoegen nemen met het zilver op de 400 meter vrije slag en de vijfde plaats op de 200 meter vrije slag.
Op de slotdag van de Europese kampioenschappen zwemmen 2008 in Eindhoven won ze de 400 meter vrije slag en in de finale verbrak ze het wereldrecord van Laure Manaudou in een tijd van 4.01,53, Manaudou zelf was niet aanwezig. Eerder in het toernooi was ze gediskwalificeerd in de series van de 200 meter vrije slag. Samen met Erika Ferraioli, Maria Laura Simonetto en Cristina Chiuso sleepte ze de zilveren medaille in de wacht op de 4×100 meter vrije slag, op de 4×200 meter vrije slag legde ze samen met Alice Carpanese, Alessia Filippi en Renata Spagnolo beslag op de bronzen medaille. Tijdens de Olympische Zomerspelen van 2008 in Peking veroverde Pellegrini, op de 200 meter vrije slag, als eerste Italiaanse vrouw olympisch goud, daarnaast eindigde ze als vijfde op de 400 meter vrije slag. Op de 4×200 meter vrije slag eindigde ze samen met Renata Spagnolo, Alessia Filippi en Flavia Zoccari op de vierde plaats, het kwartet verbeterde tevens het Europees record. Samen met Erika Ferraioli, Maria Laura Simonetto en Cristina Chiuso werd ze uitgeschakeld in de series van de 4×100 meter vrije slag, op de 4×100 meter wisselslag strandde ze samen met Romina Armellini, Roberta Panara en Ilaria Bianchi in de series. Op de Europese kampioenschappen kortebaanzwemmen 2008 in Rijeka won de Italiaanse, in een nieuw wereldrecord, de 200 meter vrije slag. Samen met Elena Gemo, Roberta Panara en Silvia di Pietro sleepte ze de bronzen medaille in de wacht op de 4×50 meter wisselslag, op de 4×50 meter vrije slag eindigde ze samen met Silvia di Pietro, Laura Letrari en Elena Gemo op de vierde plaats.

### 2009-heden
Voor eigen publiek, in Rome, nam Pellegrini deel aan de wereldkampioenschappen zwemmen 2009. Op dit toernooi veroverde ze de wereldtitels op de 200 en de 400 meter vrije slag, op beide afstanden wist ze een forse verbetering van het wereldrecord op de klok te zetten. Samen met Renata Spagnolo, Alessia Filippi en Alice Carpanese eindigde ze als vierde op de 4×200 meter vrije slag. Op 12 oktober 2009 overleed Pellegrini's coach, Alberto Castagnetti. In Istanboel nam de Italiaanse deel aan de Europese kampioenschappen kortebaanzwemmen 2009, op dit toernooi prolongeerde ze haar Europese titel op de 200 meter vrije slag. Op de 4×50 meter vrije slag eindigde ze samen met Laura Letrari, Silvia di Pietro en Elena Gemo op de vierde plaats, samen met Elena Gemo, Ilaria Scarcella en Silvia di Pietro eindigde ze als achtste op de 4×50 meter wisselslag.
Tijdens de Europese kampioenschappen zwemmen 2010 in Boedapest veroverde Pellegrini de Europese titel op de 200 meter vrije slag en de bronzen medaille op de 800 meter vrije slag. Op de Europese kampioenschappen kortebaanzwemmen 2010 in Eindhoven sleepte Pellegrini de Europese titel in de wacht op de 800 meter vrije slag, op de 4×50 meter wisselslag legde ze samen met Laura Letrari, Lisa Fissneider en Elena Gemo beslag op de bronzen medaille. In Dubai nam Pellegrini deel aan de wereldkampioenschappen kortebaanzwemmen 2010, op dit toernooi veroverde ze de bronzen medaille op de 400 meter vrije slag en eindigde ze als zevende op de 200 meter vrije slag. Samen met Renata Spagnolo, Alice Nesti en Chiara Masini Luccetti eindigde ze als zesde op de 4×200 meter vrije slag.
Tijdens de wereldkampioenschappen zwemmen 2011 in Shanghai prolongeerde de Italiaanse haar wereldtitels op de 200 en de 400 meter vrije slag. Op de 4×200 meter vrije slag werd ze samen met Alice Mizzau, Alice Nesti en Renata Spagnolo uitgeschakeld in de series, samen met Elena Gemo, Chiara Boggiatto en Ilaria Bianchi strandde ze in de series van de 4×100 meter wisselslag. Op de Europese kampioenschappen kortebaanzwemmen 2011 in Szczecin eindigde Pellegrini als vierde op de 400 meter vrije slag, op de 4×50 meter vrije slag sleepte ze samen met Erika Ferraioli, Erica Buratto en Laura Letrari de bronzen medaille in de wacht.

## Internationale toernooien
| Jaar | Olympische Spelen                                                                                           | WK langebaan                                                                         | WK kortebaan                                                                    | EK langebaan                                                                       | EK kortebaan                                                                                          |
| ---- | --- | ------------------------------------------------------------------------------------ | ------------------------------------------------------------------------------- | ---------------------------------------------------------------------------------- | --- |
| 2003 | | 8e 4×100m vrije slag Pellegrini zwom enkel de series                                 |                                                                                 |                                                                                    | 14e 100m vrije slag 9e 200m vrije slag 7e 4×50m wisselslag                                            |
| 2004 | 10e 100m vrije slag · 200m vrije slag · 10e 4×100m vrije slag · DQ 4×100m wisselslag                        |                                                                                      | geen deelname                                                                   | 6e 100m vrije slag 4e 200m vrije slag 5e 4×100m vrije slag 4e 4×100m wisselslag    | 5e 100m vrije slag 4e 200m vrije slag 7e 4×50m vrije slag                                             |
| 2005 | | 10e 100m vrije slag · 200m vrije slag · 5e 4×100m wisselslag                         |                                                                                 |                                                                                    | 200m vrije slag · 400m vrije slag · 6e 4×50m vrije slag                                               |
| 2006 | |                                                                                      | 200m vrije slag · 400m vrije slag · 7e 4×100m vrije slag · 4e 4×200m vrije slag | 18e 200m vrije slag 6e 4×100m vrije slag 5e 4×200m vrije slag DQ 4×100m wisselslag | 13e 100m vrije slag · 5e 200m vrije slag · 400m vrije slag · 7e 800m vrije slag · 7e 4×50m vrije slag |
| 2007 | | 200m vrije slag · 5e 400m vrije slag · 13e 4×200m vrije slag · 10e 4×100m wisselslag |                                                                                 |                                                                                    | 5e 200m vrije slag · 400m vrije slag                                                                  |
| 2008 | 200m vrije slag · 5e 400m vrije slag · 10e 4×100m vrije slag · 4e 4×200m vrije slag · 14e 4×100m wisselslag |                                                                                      | geen deelname                                                                   | DQ 200m vrije slag · 400m vrije slag · 4×100m vrije slag · 4×200m vrije slag       | 200m vrije slag · 4e 4×50m vrije slag · 4×50m wisselslag                                              |
| 2009 | | 200m vrije slag · 400m vrije slag · 4e 4×200m vrije slag                             |                                                                                 |                                                                                    | 200m vrije slag · 4e 4×50m vrije slag · 8e 4×50m wisselslag                                           |
| 2010 | |                                                                                      | 7e 200m vrije slag · 400m vrije slag · 6e 4×200m vrije slag                     | 200m vrije slag · 800m vrije slag                                                  | 800m vrije slag · 4×50m wisselslag                                                                    |
| 2011 | | 200m vrije slag · 400m vrije slag · 13e 4×200m vrije slag · 14e 4×100m wisselslag    |                                                                                 |                                                                                    | 4e 400m vrije slag · 4×50m vrije slag                                                                 |
| 2012 | 5e 200m vrije slag 5e 400m vrije slag 7e 4×200m vrije slag                                                  |                                                                                      |                                                                                 | 200m vrije slag · 4×00m vrije slagslag · 4×200m vrije slag                         | |

## Persoonlijke records
Bijgewerkt tot en met 6 maart 2011

### Kortebaan
| Afstand         | Tijd    | Datum            | Plaats    |
| --------------- | ------- | ---------------- | --------- |
| 100m vrije slag | 53,89   | 18 december 2003 | Camogli   |
| 200m vrije slag | 1.51,17 | 13 december 2009 | Istanboel |
| 400m vrije slag | 3.57,59 | 6 maart 2011     | Ostia     |
| 800m vrije slag | 8.15,20 | 26 november 2010 | Eindhoven |

### Langebaan
| Afstand         | Tijd    | Datum            | Plaats    |
| --------------- | ------- | ---------------- | --------- |
| 100m vrije slag | 53,55   | 7 maart 2009     | Riccione  |
| 200m vrije slag | 1.52,98 | 29 juli 2009     | Rome      |
| 400m vrije slag | 3.59,15 | 26 juli 2009     | Rome      |
| 800m vrije slag | 8.24,99 | 12 augustus 2010 | Boedapest |